# Securitate
A Securitate ("Segurança" em romeno), cujo nome oficial era Departamentul Securităţii Statului ("Departamento de Segurança do Estado"), foi a agência de polícia secreta da República Socialista da Romênia. Anteriormente, a polícia secreta romena era chamada Siguranţa statului ("Segurança do Estado"). Foi fundada em 30 de agosto de 1948, com a ajuda da NKVD, a polícia secreta soviética, antecessora da KGB. A Securitate foi abolida em dezembro de 1989, pouco depois da queda do ditador Nicolae Ceauşescu.
A Securitate foi, proporcionalmente ao tamanho da população romena, uma das maiores e mais brutais polícias secretas do chamado Bloco Socialista.  O primeiro orçamento da Securitate em 1948 estipulou um número de 4 641 postos, dos quais 3 549 foram preenchidos em Fevereiro de 1949. Em 1951, a equipe da Securitate tinha quintuplicado, sendo que em Janeiro de 1956, a Securitate possuía 25 468 funcionários.  Sob o regime de Nicolae Ceauşescu, a Securitate contava com algo em torno de 11 000 agentes e um número de informantes que variava entre 500 mil e 700 mil pessoas – em seu número máximo, um a cada 30 cidadãos da Romênia atuava como informante da Securitate.

## História

### Fundação

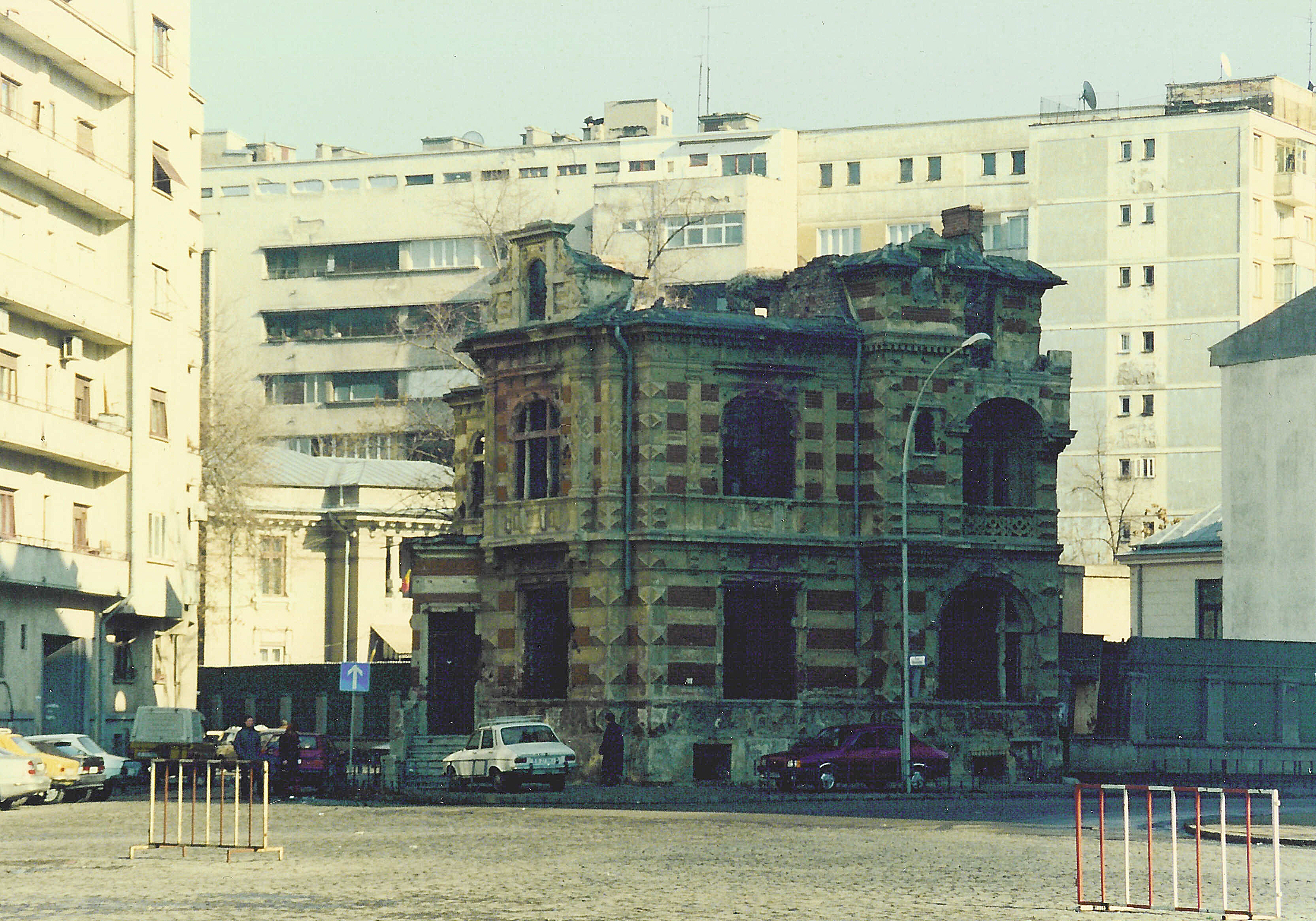
Sede da Securitate em Bucareste devastada por revolucionários romenos.

A "Direção Geral para a Segurança do Povo" (DGSP), mas comumente chamada simplesmente de Securitate foi fundada oficialmente em 30 de agosto de 1948 pelo Decreto 221/30 do Presidente da Assembleia Nacional. Contudo, já existia efetivamente desde agosto de 1944, quando os comunistas começaram a infiltrar-se em larga escala no "Ministério dos Assuntos Internos" da Romênia. Seu propósito declarado era "defender as conquistas democráticas e garantir a segurança da população romena tanto em relação aos inimigos externos quanto aos inimigos internos."
A Securitate foi criada com a ajuda da SMERSH, uma unidade da NKVD encarregada de demolir as agências de inteligência existentes e substituí-las por outras ao estilo soviético e comandadas por pessoas alinhadas com Moscou nos países do Leste Europeu que foram ocupados pela União Soviética.[carece de fontes?] A unidade da SMERSH na Romênia, chamada de Brigada Mobilă (Brigada Móvel), foi dirigida até 1948 pelo coronel da NKVD Alexandru Nicolschi.[carece de fontes?] O primeiro diretor da Securitate foi um general da NKVD chamado Gheorghe Pintilie (nascido com o nome de Panteleymon Bondarenko, apelidado de Pantiuşa). Alexandru Nicolschi (na época general) e outro oficial soviético, general Vladimir Mazuru, controlavam as diretorias. Wilhelm Einhorn foi o primeiro secretário da Securitate.
Como Vladimir Tismăneanu disse, "se alguém não entender o papel dos "brutamontes políticos" (political thugs) tais como o espião soviético Pintilie Bondarenko (Pantiuşa) e Alexandru Nikolski no exercício do terror na Romênia durante o mais horrível período stalinista,  e suas conexões pessoais com Gheorghe Gheorghiu-Dej e os membros em torno dele, é difícil entender as origens e o papel da Securitate".
Inicialmente, muitos agentes da Securitate foram antigos membros da Polícia de Segurança Real (chamada de Direção Geral de Segurança da Polícia—Direcţia Generală a Poliţiei de Siguranţă, em Romeno). Contudo, muito antes, Pantiuşa ordenou a prisão de qualquer pessoa que tivesse servido à polícia da monarquia e, no lugar dos policiais da Polícia de Segurança Real, ele contratou fervorosos membros do Partido Comunista, para assegurar a total lealdade dentro da organização.
O primeiro orçamento da Securitate em 1948 estipulava um número de 4 641 postos, dos quais, em 11 de fevereiro de 1949, 3 549 estavam preenchidos: 64% eram trabalhadores, 4% camponeses, 28% burocratas, 2% de pessoas de origem não-especificada, e 2% intelectuais.

### Campanha contra os "inimigos de classe"
Em 1951, a equipe da Securitate tinha quintuplicado, em sintonia com a escalada da luta de classes na Romênia. naquele ano, a Securitate, instigada pelo Partido Comunista, começou a eliminar sistematicamente opositores do regime. Prisões especial foram construídas para o envio dos "inimigos de classe", geralmente sem mandato de prisão, julgamento ou investigação. Nesses campos, os prisioneiros trabalhavam até a morte ou eram simplesmente executados. Uma dessas prisões, em Sighet, é hoje um museu que relembra a opressão daquele regime.
Em 1964, o governo declarou anistia geral, e 10 014 pessoas (de acordo com as estatísticas oficiais da Securitate[carece de fontes?]) foram libertadas desses campos de prisioneiros. Porém, a propaganda declarou (falsamente) que não havia mais prisioneiros políticos na Romênia, mesmo enquanto detenções por "conspiração política contra a ordem social" ou apenas "conspiração" eram feitas freqüentemente.

### "Apelando à consciência das pessoas"
Depois dessa anistia, a Securitate declarou estar "apelando à consciência das pessoas", o que na verdade significava um aumento expressivo no uso de informantes pela organização. Muitos romenos foram forçados a dar informações sobre seus amigos e sua família mediante chantagem,[carece de fontes?] embora muitos deram informações apesar de não serem forçados. Informantes assinaram um contrato se comprometendo a "apontar ameaças ao Estado".
Todos os cidadãos, a partir do momento em que entravam na escola, eram ensinados e encorajados a "informar" à Securitate e prover dados quanto à divergências, oposição e sentimentos anticomunista.[carece de fontes?] Os informantes da Securitate eventualmente penetravam em cada nível da sociedade, de um trabalhador de fábrica a um acadêmico, incluindo padres das Igrejas Ortodoxa e Católica, além de pastores evangélicos; os religiosos tinham que fornecer detalhados relatórios semanais das atividades de suas congregações.

### Métodos
Na década de 1980, a Securitate lançou uma grande campanha para erradicar divergências na Romênia, manipulando a população do país com boatos mal-intencionados (tais como supostos contactos com agências de inteligência ocidentais), maquinações, incriminações, denúncias públicas, encorajando conflitos entre segmentos da população, humilhação pública de dissidentes, estrita censura e a repressão mesmo dos menores gestos de independência de intelectuais. Freqüentemente, o termo "intelectual" foi usado pela Securitate para descrever dissidentes de alta escolaridade, como universitários, escritores, diretores e cientistas que se opunham ao pensamento do Partido Comunista.  Assassinatos também foram usados para silenciar dissidentes, como o atentado contra o famoso dissidente que ocupava um posto elevado na hierarquia, Ion Mihai Pacepa, sendo essa prática bem conhecida entre os oficiais da inteligência.  Nos anos 1980, oficiais da Securitate contrataram Carlos o Chacal para assassinar Pacepa, mas o atentado falhou.
Invasões de domicílios e escritórios para a instalação de microfones foi outra tática da Securitate usada para extrair informação da população em geral. Conversas telefônicas eram rotineiramente monitoradas, e todos os fax e comunicações por telex, internacionais e internacionais eram interceptadas.  Os métodos da Securitate eram bastante similares aos empregados pela Stasi e pela KGB bem como o era a tecnologia usada para cumprir as tarefas requisitadas.

### Queda
A Securitate foi abolida no final de 1989, depois de o ditador Nicolae Ceauşescu ter sido derrubado.
Até 2005 foi geralmente[carece de fontes?] aceito que, até o fim do domínio de Nicolae Ceauşescu, a Securitate foi totalmente fiel ao governo. Denúncias também foram feitas que em um discurso de Ceauşescu para uma multidão desarmada de 100 000 pessoas, a Securitate abriu fogo contra a população indefesa depois que alguns gritos antiCeauşescu foram ouvidos.
No entanto, artigos publicados em jornais romenos depois que o líder pós-comunista Ion Iliescu terminou seu segundo mandato presidencial sugerem que grandes segmentos da Securitate estiveram, na verdade, envolvidos na queda de Ceauşescu. Essa é uma teoria apoiada pelo fato de que havia um forte movimento antiCeauşescu dentro da Securitate (ver Ion Mihai Pacepa).
Hoje, vários milionários romenos são suspeitos ou tiveram confirmada[carece de fontes?] a denúncia de terem sido membros de alta-patente ou colaboradores da Securitate.
A DSS sobreviveu até 1991 quando o Parlamento aprovou uma lei reorganizando a DSS em pequenos serviços secretos  como o SRI: Serviciul Român de Informaţii (Serviço Romeno de Informação) (com tarefas internas como contra-espionagem), o SIE: Serviciul de Informaţii Externe(Serviço de Inteligência Estrangeira), o SPP: Serviciul de Protecţie şi Pază (Serviço de Proteção e Guarda) (o antigo Comitê V), o STS: Serviciul de Telecomunicaţii Speciale (Serviço Especial de Telecomunicações) (antigo Comitê Geral de Operações Técnicas), etc.

## Subdivisões

### Comitê Geral de Operações Técnicas
O Comitê Geral de Operações Técnicas foi parte fundamental da Securitate. Criada com a ajuda soviética em 1954, monitorava todas as comunicações faladas e por mídia eletrônica dentro e fora da Romênia. Eles grampeavam telefones e interceptavam todos os telégrafos e mensagens de telex, assim como colocavam microfones em prédios públicos e privados. Quase todas as conversas conduzidas pelo Partido Comunista da Romênia foram ouvidas por esse departamento.

### Comitê de Contra-espionagem
O Comitê de Contra-espionagem vigiava todos os estrangeiros na Romênia, e fazia de tudo para impedir o contato entre eles e os romenos. Os contactos que eram impossíveis de serem evitados eram monitorados. Tomou uma série de medidas para evitar que os romenos vivessem com estrangeiros, um dos quais era a obrigação de relatar qualquer estrangeiro conhecido à Securitate dentro de 24 horas. Esse Comitê também impediu que muitos romenos procurassem asilo político em embaixadas de outros países.

### Comitê de Presídios
O Comitê das Presídios operava as prisões romenas, as quais eram conhecidas por suas horríveis condições. Os prisioneiros eram espancados constantemente, não recebiam assistência médica, tinham sua correspondência confiscada, e às vezes recebiam doses letais de veneno.

### Comitê de Segurança Interna
O Comitê de Segurança Interna era encarregado de erradicar divergências no próprio Partido Comunista. Agia quase como uma Securitate da Securitate, e foi responsável por grampear telefones e outros oficiais da Securitate para assegurar total fidelidade. No caso dos telefones, todas as linhas do país eram grampeadas e o governo permitia somente conversas telefônicas em romeno, húngaro, búlgaro, russo e alemão (as linguás simpatizantes do regime), caso algum cidadão conversasse em inglês ou português, por exemplo, em poucos minutos o telefone do cidadão era cortado e o cidadão levado a um interrogatório para o governo saber do que se tratava a conversa.
Em 1990 o Parlamento Romeno fez um levantamento nos anais da securitate e descobriu que, 97,81% dos Telefones do País eram grampeados e mais de 47% ja haviam sido apreendidos alguma vez pela securitate para investigação.
O Mesmo comitê também era o responsável pela quebra de sigilo das correspondências, toda correspondência romena, quando era enviada tinha o carimbo escrito " Visto e Checado, Permissão Concedida", até hoje não se sabe quantas correspondências foram violadas, pela securitate.

### Comissão Nacional de Vistos e Passaportes
A Comissão Nacional de Vistos e Passaportes controlava todas as viagens e emigrações dentro e fora da Romênia. Com efeito, emigrar era impossível para qualquer um a menos que tivesse um alto cargo no Partido Comunista. Enquanto isso, qualquer romeno "normal" que fizesse um pedido para emigrar seria imediatamente colocado sob vigilância. Muitos judeus e alemães receberam passaportes e vistos de saída mediante acordos tácitos com os governos de Israel e da Alemanha Oriental, através dos quais a Romênia receberia um pagamento de 5 a 10 mil dólares por cada visto de saída. Pessoas comuns, que não eram judeus, alemãs, batistas, ou alto-funcionárias do Partido Comunista podiam fazer pedidos para emigrar para outros países do Leste Europeu. O inconveniente era que o tempo médio de espera era de 3 a 4 anos entre o pedido para emigrar ser preenchido e o passaporte romeno ser emitido. Esse tempo de espera não era nada mais do que uma suave sentença de prisão já que os requerentes eram imediatamente demitidos de seus trabalhos, dessa maneira privados de seu direito de trabalhar, além de estarem sujeitos ao tormento provocado pelo pessoal da Securitate. Quando as leis relativas a viagens ao exterior foram abrandadas em 1988, 40 mil romenos que haviam ido para a Hungria se recusaram a voltar para casa.

### Comitê de Tropas de Segurança
O Comitê de Tropas de Segurança possuía 20 000 membros e agia como uma poderosa força paramilitar do governo, equipada com artilharia e veículos blindados. Eles vigiavam a televisão e estações de rádio, além de edifícios do Partido Comunista. Para assegurar fidelidade total entre essas tropas, havia cinco vezes mais comissários políticos no Comitê de Tropas de Segurança do que no exército romeno regular. No caso de algum golpe, esse Comitê seria chamado para proteger o regime. As Tropas de Segurança apreciavam o tratamento especial, muitas vezes levavam um padrão de vida muito superior ao de seus compatriotas.
Depois da Revolução Romena de 1989, o Comitê de Tropas de Segurança foi dissolvido e substituído primeiramente pela "Guarda e Outras Tropas" (Trupele de Pază şi Ordine), e em Julho de 1990 pela Gendarmeria romena.

### Comitê de Milícia
O Comitê de Milícia controlava a polícia comum romena, encarregando-se de tarefas como controle do trânsito. Em 1990 foi substituída pela polícia romena.

### Comitê V
Comitê V era composto por guarda-costas de importantes oficiais do governo.